# Yvette Guilbert
Yvette Guilbert, aki Emma Laure Esther Guilbert néven született (Párizs, 1865. január 20. – Aix-en-Provence 1944. február 3.) francia énekesnő, a sanzon és a kabaré egyik első csillaga.

## Életútja
Egy régiségkereskedő és egy kalaposnő gyermeke volt. Tizenhat éves korától eladó volt egy áruházban. Elvégzett egy színiiskolát és játszani kezdett. 1891-ben szerződtette a Moulin Rouge, ahol hét éven keresztül működött, majd kilenc éven át volt a Folies Bergère fellépője. 1895-ben turnézott Olaszországban, az Amerikai Egyesült Államokban és Angliában is.
Az Eldorado mulatóban megismerkedett vele Sigmund Freud, majd élénk levelezésbe kezdtek. Freud Guilbert fényképét Lou Andreas-Salomé képe mellé a dolgozószobája falára akasztotta.
Az 1920-as évektől több lemezfelvételt készített, melyek igen népszerűek voltak. Xanrof (Léon Fourneau) és Aristide Bruant több dalt is írtak számára.

„Magas, vézna nő, szögletes, szokatlanul esetlen, de szuggesztív mozdulatokkal. Gesztusaiból leírhatatlan nyerseség, elképesztő cinizmus és megdöbbentő blazírtság árad... Nagy és keskeny ajkai közül élesen és rekedten, hisztérikusan  és szenvedélyes hangsúllyal törnek elő ütemesen szaggatott tónusú szavai. Sápadt, csontos, szögletes arcából csak szürke és kemény tekintetű szeme izzik ki szinte foszforeszkálva vöröses szalmaszínű haja alól... Ez a megelevenedett plakát, ez a férfias nő, ez a félig elvirult kurtizán, félig angol nevelőnő – ez Yvette Guilbert.”

– Klossowsky, korabeli német kritikus

„Ő világosított föl minket arról, hogy a tehetségtelen minisztereket, az ostoba diplomatákat, a köztársasági elnököket, királyokat, pápákat, ágyúgyárosokat, újságfejedelmeket, az elbizakodott tisztecskéket, a nálunknál is ostobább tábornokokat nem muszáj föltétlenül ájultan tisztelnünk, hanem kifigurázni és nevetségessé tenni is lehet, támadnunk is szabad őket, sőt ez a kötelességünk, ha világosságot és szabadságot akarunk.”

– Heltai Jenő

## Filmjei
- Les deux gosses (1924)
- Faust (német filmdráma, 1926)
- A pénz – L'argent (francia romantikus dráma, 1928)
- Árvák a viharban – Les deux orpheline (1933)
- Les Misérables (1934)
- Pêcheurs d’Islande (1934)
- Éjjeli kaland – Faisons un rêve... (1936)

## Művei
- La Vedette (regény, 1920)
- Les Demi-Vieilles (regény, 1920)
- L’Art de chanter une chanson (1928)
- La Chanson de ma vie (önéletrajz, 1929)

## Magyarul
- A deszkák hősei. Regény; Magyar Kereskedelmi Közlöny, Bp., 1904

## Galéria

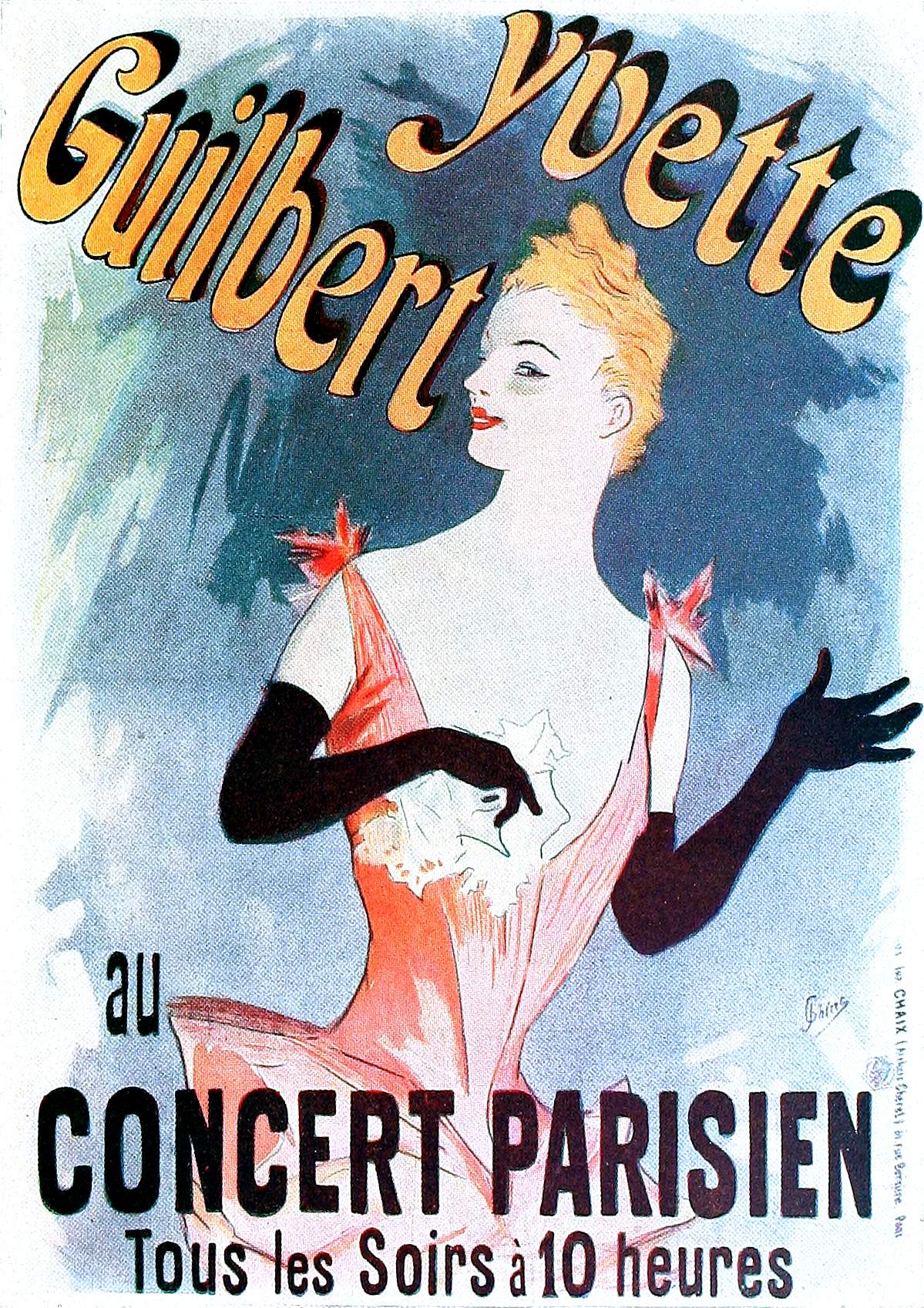
Jules Chéret: Yvette Guilbert (1891)
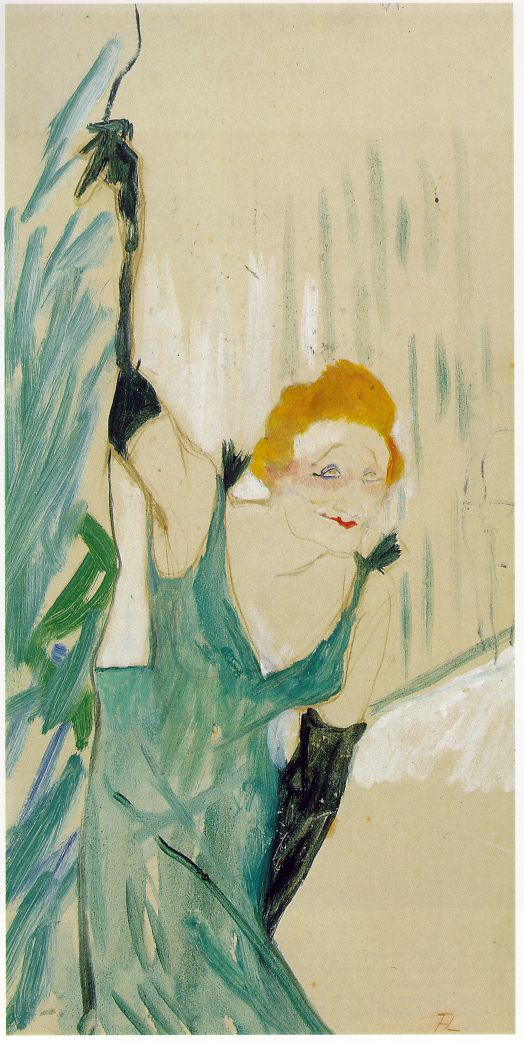
Henri de Toulouse-Lautrec: Yvette Guilbert
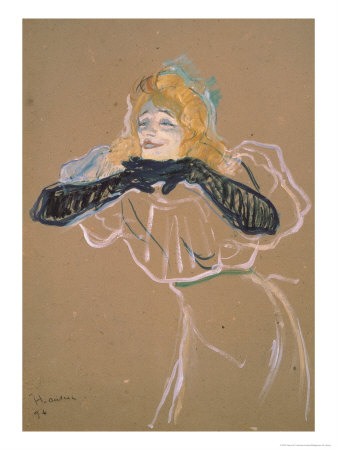
Henri de Toulouse-Lautrec: Yvette Guilbert (1894)
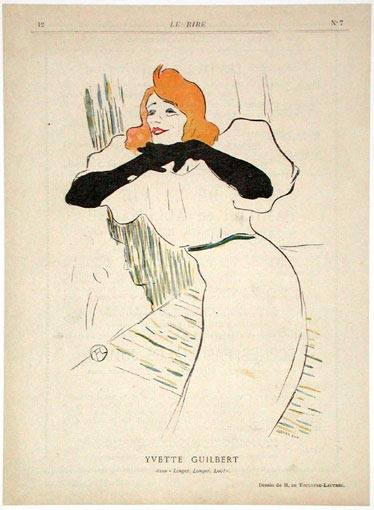
Henri de Toulouse-Lautrec: Yvette Guilbert (1894)
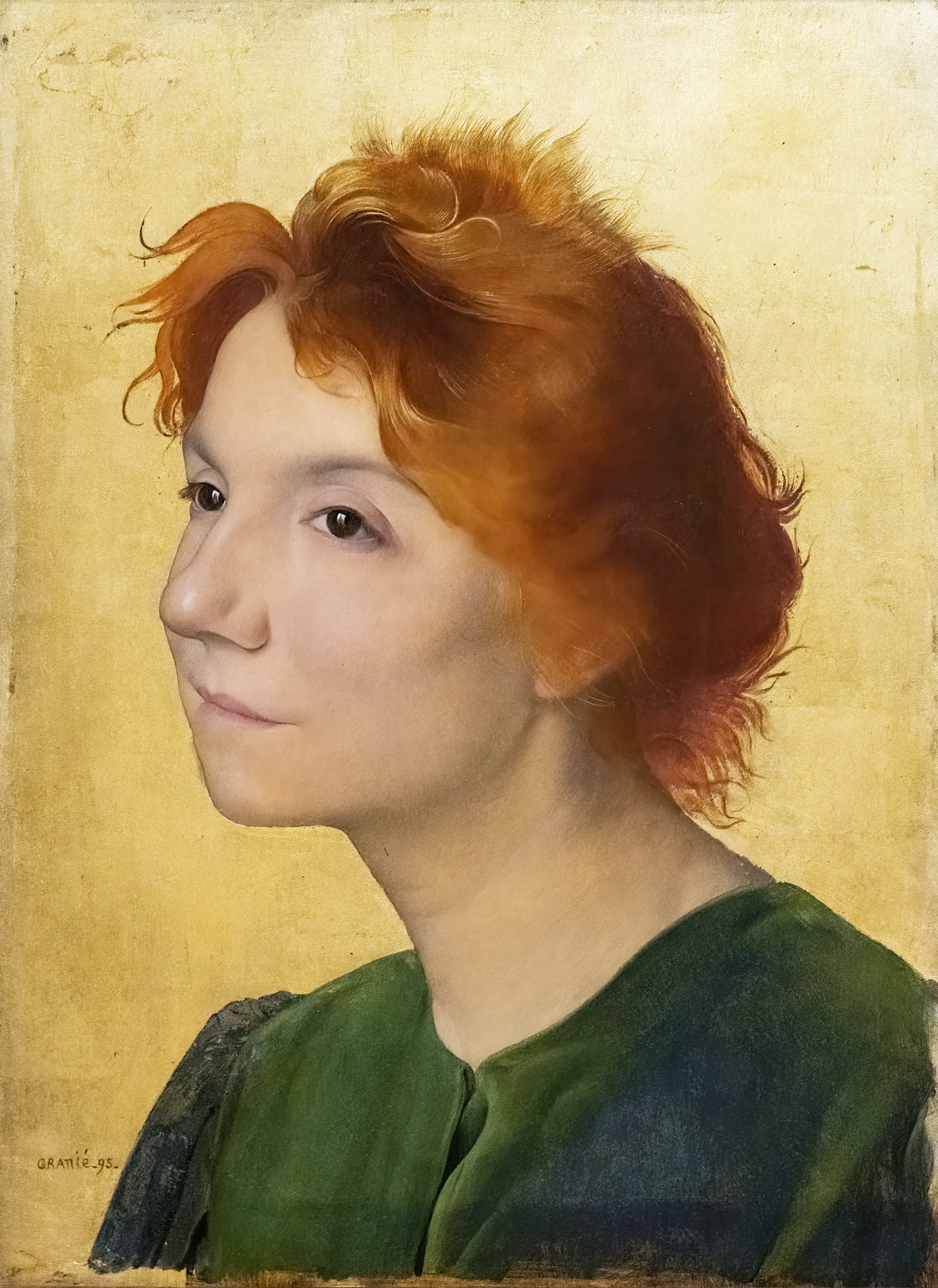
Joseph Granié  : Yvette Guilbert (1895)